# Nuoto ai XIX Giochi del Mediterraneo - 100 metri dorso maschili
La gara dei 100 metri dorso maschili ai XIX Giochi del Mediterraneo si è svolta il 1º luglio 2022. Al mattino si sono svolte le batterie, mentre la finale si è disputata nel pomeriggio.

## Podio
| Pos. | Atleta                 | Nazione |
| ---- | ---------------------- | ------- |
|      | Eyaggelos Makrygiannis | Grecia  |
|      | Lorenzo Mora           | Italia  |
|      | Stanislas Huille       | Francia |

## Record
Prima della manifestazione il record del mondo (RM) e il record dei Giochi del Mediterraneo (RG) erano i seguenti.
|  | 51"60 | Thomas Ceccon     | 20 giugno 2022 Budapest |
|  | 52"38 | Aschwin Wildeboer | 1º luglio 2009 Pescara  |

Durante la competizione non sono stati migliorati record.

## Risultati

### Batterie
| Pos. | Batteria | Corsia | Atleta                 | Nazionalità | Tempo   | Note |
| ---- | -------- | ------ | ---------------------- | ----------- | ------- | ---- |
| 2    | 1        | 4      | Eyaggelos Makrygiannis | Grecia      | 55"02   | Q    |
| 3    | 1        | 3      | Mathys Chouchaoui      | Francia     | 55"05   | Q    |
| 4    | 3        | 5      | Lorenzo Mora           | Italia      | 55"09   | Q    |
| 5    | 3        | 4      | João Costa             | Portogallo  | 55"40   | Q    |
| 6    | 1        | 6      | Javier Arauz           | Spagna      | 55"41   | Q    |
| 7    | 2        | 2      | Abdellah Ardjoune      | Algeria     | 55"50   | Q    |
| 8    | 3        | 6      | Diego Mira             | Spagna      | 55"52   | Q    |
| 9    | 2        | 7      | Georgios Spanoudakis   | Grecia      | 55"60   |      |
| 10   | 2        | 5      | Matteo Restivo         | Italia      | 55"88   |      |
| 11   | 1        | 6      | Sašo Boškan            | Slovenia    | 56"07   |      |
| 12   | 3        | 3      | Berke Saka             | Turchia     | 56"18   |      |
| 13   | 2        | 4      | Francisco Santos       | Portogallo  | 56"39   |      |
| 14   | 1        | 5      | Ognjen Marić           | Croazia     | 56"76   |      |
| 15   | 1        | 2      | Primož Šenica Pavletič | Slovenia    | 57"13   |      |
| 16   | 3        | 7      | Sofoklis Mougis        | Cipro       | 58"01   |      |
| 17   | 3        | 2      | Filippos Iakovidis     | Cipro       | 58"19   |      |
| 18   | 1        | 7      | Frenkli Vogli          | Albania     | 1'00"50 |      |

### Finale
| Pos. | Corsia | Atleta                 | Nazionalità | Tempo | Note |
| ---- | ------ | ---------------------- | ----------- | ----- | ---- |
|      | 5      | Eyaggelos Makrygiannis | Grecia      | 54"35 |      |
|      | 6      | Lorenzo Mora           | Italia      | 54"50 |      |
|      | 4      | Stanislas Huille       | Francia     | 54"66 |      |
| 4    | 2      | João Costa             | Portogallo  | 54"69 |      |
| 5    | 3      | Mathys Chouchaoui      | Francia     | 54"84 |      |
| 6    | 7      | Javier Arauz           | Spagna      | 55"05 |      |
| 7    | 8      | Diego Mira             | Spagna      | 55"59 |      |
| 8    | 1      | Abdellah Ardjoune      | Algeria     | 55"82 |      |